# Neoclytus approximatus
Neoclytus approximatus är en skalbaggsart som först beskrevs av Leconte 1862.  Neoclytus approximatus ingår i släktet Neoclytus och familjen långhorningar. Inga underarter finns listade i Catalogue of Life.